# Ленуар (Північна Кароліна)
Ленуар (англ. Lenoir) — місто (англ. city) в США, в окрузі Колдвелл штату Північна Кароліна. Населення — 18 352 особи (2020).

## Географія
Ленуар розташований за координатами 35°54′20″ пн. ш. 81°31′37″ зх. д. / 35.90556° пн. ш. 81.52694° зх. д. (35.905667, -81.526969).  За даними Бюро перепису населення США в 2010 році місто мало площу 50,87 км², уся площа — суходіл. В 2017 році площа становила 53,52 км², з яких 53,51 км² — суходіл та 0,02 км² — водойми.

### Клімат
| Клімат : Ленуар                                         | Клімат : Ленуар | Клімат : Ленуар | Клімат : Ленуар | Клімат : Ленуар | Клімат : Ленуар | Клімат : Ленуар | Клімат : Ленуар | Клімат : Ленуар | Клімат : Ленуар | Клімат : Ленуар | Клімат : Ленуар | Клімат : Ленуар | Клімат : Ленуар |
| Показник                                                | Січ.            | Лют.            | Бер.            | Квіт.           | Трав.           | Черв.           | Лип.            | Серп.           | Вер.            | Жовт.           | Лист.           | Груд.           | Рік             |
| Середній максимум, °C                                   | 10,0            | 11,7            | 16,1            | 21,1            | 25,6            | 29,4            | 31,1            | 30,6            | 27,2            | 21,7            | 16,7            | 11,1            | 21,1            |
| Середній мінімум, °C                                    | −3,3            | −1,7            | 1,7             | 6,7             | 11,7            | 16,7            | 18,9            | 18,3            | 14,4            | 7,2             | 2,2             | −2,2            | 7,8             |
| Норма опадів, мм                                        | 90              | 93              | 110             | 92              | 110             | 116             | 123             | 100             | 106             | 86              | 83              | 96              | 1212            |
| ------------------------------------------------------- | --------------- | --------------- | --------------- | --------------- | --------------- | --------------- | --------------- | --------------- | --------------- | --------------- | --------------- | --------------- | --------------- |
| Джерело: NOAA (North Carolina Observed Climate Normals) |                 |                 |                 |                 |                 |                 |                 |                 |                 |                 |                 |                 |                 |

## Демографія
Згідно з переписом 2010 року, у місті мешкало 18 228 осіб у 7594 домогосподарствах у складі 4718 родин. Густота населення становила 358 осіб/км².  Було 8568 помешкань (168/км²).
Расовий склад населення:
| - 78,4 % — білих - 12,7 % — чорних або афроамериканців - 0,9 % — азіатів - 0,4 % — корінних американців - 0,1 % — вихідців з тихоокеанських островів - 5,2 % — осіб інших рас |

До двох чи більше рас належало 2,4 %. Частка іспаномовних становила 9,0 % від усіх жителів.
За віковим діапазоном населення розподілялося таким чином: 22,8 % — особи молодші 18 років, 58,7 % — особи у віці 18—64 років, 18,5 % — особи у віці 65 років та старші. Медіана віку мешканця становила 41,5 року. На 100 осіб жіночої статі у місті припадало 90,8 чоловіків;  на 100 жінок у віці від 18 років та старших — 87,6 чоловіків також старших 18 років.
Середній дохід на одне домашнє господарство  становив 41 879 доларів США (медіана — 31 063), а середній дохід на одну сім'ю — 56 499 доларів (медіана — 46 155). Медіана доходів становила 36 388 доларів для чоловіків та 29 446 доларів для жінок. За межею бідності перебувало 22,8 % осіб, у тому числі 29,1 % дітей у віці до 18 років та 18,7 % осіб у віці 65 років та старших.
Цивільне працевлаштоване населення становило 6623 особи. Основні галузі зайнятості: виробництво — 24,3 %, освіта, охорона здоров'я та соціальна допомога — 21,6 %, роздрібна торгівля — 13,9 %, науковці, спеціалісти, менеджери — 6,7 %.